# Ricciotto Canudo
Ricciotto Canudo (Gioia del Colle (Itália), 1877 – Paris, 10 de novembro de 1923) foi um teórico e crítico de cinema pertencente ao futurismo italiano. Estudou no "Istituto Tecnico Superiore de Bari", onde se licenciou em física e depois línguas orientais e estudos bíblicos na Universidade de Florença.
Imerso nos ambientes de vanguarda, aos 24 anos se estabeleceu em Paris, onde trabalhou como correspondente do "Il Correr", em seguida começou a escrever nos periódicos parisienses. Imerso na vida cultural da cidade, criou a revista "Montjoie" em 1913 e estabeleceu amizade com Guillaume Apollinaire, com quem manteve uma ampla correspondência, Georges Braque, Pablo Picasso e Maurice Ravel, entre outros.
Destacou sua preocupação teórica sobre a realidade do cinema e suas possibilidades em um futuro de maior evolução técnica. Em 1911 publicou em Paris um artigo intitulado "La Naissance d'un sixième art. Essai sur le cinématographe", considerado como o primeiro texto no qual se define o cinema como uma arte, até então a sexta arte, na qual se resumem as demais artes.
Em 1920 fundou o Clube "Amis du Septième Art" e, dois anos depois, "A Gazzette des sept arts", na qual em 1923 publicou o "Manifeste des Sept Arts", onde finalmente define o Cinema como a Sétima Arte, adicionando a Dança à lista. Muitos de seus trabalhos foram publicados depois de sua morte no livro "L'usine aux images" publicado em 1927.
Para Canudo, com o cinema nascia a "arte total", "a plástica em movimento", "a alma da modernidade", já que reunia e conciliava na sua linguagem e expressão a dimensão plástica da pintura, a arquitetura e a escultura e a dimensão rítmica da dança, a música e a poesia.
O manifesto de Canudo e suas iniciativas acerca do mundo intelectual de Paris serviu para ativar uma resposta de interesse experimental no mundo da pintura, a arquitetura e a literatura, que deu origem ao nascimento do movimento expressionista.[carece de fontes?]